# Alvinczy Sándor
Alvinczy Sándor (Nagykikinda, 1852. április 16. – Budapest, 1925. december 16.) nyelvpedagógus, újságíró, író.

## Élete
Jogot végzett, ezután évekig külföldön élt. Párizsban a La France Contemporaine című lap szerkesztője, s több más lap munkatársa volt. Itt Saint Yvon álnéven publikálta karcolatait. Két Föld körüli út után 1886-ban tért vissza Magyarországra, tanári oklevelet szerzett, az ország több városában is mint nyelvtanár működött egészen 1907-es nyugdíjazásáig. Mindeközben tárcákat írt a Fővárosi Lapok-ba. 1901-ben a közoktatásügyi miniszter megbízta a tanügyi reformjavaslatok kidolgozásával, kíméletlen bírálatai komoly feltűnést keltettek. Több cikket és tanulmányt készített a nyelvtanítás módszertanáról (Methode Alvinczy. Enseignement directe et rationel des langues Français-allemand, Lipcse, 1910). Élete vége felé az Egyetértés című lap munkatársa lett.
Ismertebb munkái: A Szaharában (útirajzok, tanulmányok, Budapest, 1890); A franciák társadalmi, erkölcsi és lelki élete (Budapest, 1893–1896); Kártyások és játékbarlangok (Budapest, 1899); Középiskolai reformjavaslatok (Nagyvárad, 1906).